# جان مایاسیچ
جان مایاسیچ (انگلیسی: John Mayasich؛ زادهٔ ۲۲ مهٔ ۱۹۳۳) بازیکن هاکی روی یخ اهل ایالات متحده آمریکا است.